# 2025 en Bolivie
Chronologie de la Bolivie
- 2021
- 2022
- 2023
- 2024
- 2025
- 2026
- 2027
- 2028
- 2029

Cet article présente les faits marquants de l’année 2025 du calendrier grégorien en Bolivie.

## Événements

### Mars
- 1er mars : une collision entre deux cars fait au moins 37 morts et 30 blessés sur une route proche de la ville d’Uyuni[1].

### Août
- 17 août : élections générales.

### Septembre
- x

### Octobre
- 19 octobre : : élections générales (second tour présidentiel).

### Novembre
- x

### Décembre
- x

## Décès
- x

#### Articles sur l'année 2025 en Bolivie
- Élections générales boliviennes de 2025

#### L'année sportive 2025 en Bolivie
- Championnat de Bolivie de football 2025
- Tournoi de tennis de Bolivie (WTA 2025)

#### L'année 2025 dans le reste du monde
- L'année 2025 dans le monde
- 2025 par pays en Amérique • 2025 au Canada, 2025 au Québec, 2025 aux États-Unis, 2025 au Brésil, 2025 au Mexique
- 2025 en Europe, 2025 en Belgique, 2025 en France, 2025 en Italie, 2025 en Suisse
- 2025 en Afrique • 2025 par pays en Asie • 2025 par pays en Océanie, 2025 en Océanie • 2025 en Antarctique
- 2025 aux Nations unies